# ナンキョクユスリカ
ナンキョクユスリカ(Belgica antarctica)は、南極大陸に固有の飛行できない昆虫の1種である。体長2-6mmで、この大陸の純粋な陸生動物としては最大であり、また唯一の昆虫である
。また、ゲノムはわずか9900万塩基対しかなく、2014年時点で既知の昆虫の中では最も小さい。

## 生理
ナンキョクユスリカが飛翔能力を喪失している理由として、極寒地に於ける強風に依り、非生育地まで吹き飛ばされる事を避ける為の適応が考えられている。ナンキョクユスリカは体液が凍っても生存でき、寿命は約2年である。体色は濃紫色から黒色。環境に対する耐性として、塩分濃度やpHの大きな変動にも耐える事、無酸素状態でも2-4週間は生存できる事、体重の35%までなら脱水状態に陥ったとしても生き残っていられる事が挙げられる。

## 極限環境への耐性
ナンキョクユスリカは、外気温が-40℃を下回る極寒地に生息する昆虫であるにもかかわらず、-15℃以下では生存できない。これは他の耐寒性昆虫と比べても劣るものであり、その耐寒性が低い理由は熱緩衝に依る所が大きい。わずか深さ1cmの穴を掘るだけで、12か月のうち10か月もの間、温度は0℃から-2℃の間で安定し、年間を通じて-7℃を下回ることは滅多にない。氷や雪に覆われることも、温度を安定に保つのに役立っている。耐凍結性は、低温順化によって強化された。
ナンキョクユスリカは体内にトレハロース、グルコース、エリスリトールを蓄積する事で、組織内に於いて形成される氷の量を減らし、凍結から身を守る。また、水素結合を行う事でタンパク質や膜を結合させ安定化する。体を構成する物質の一つである熱ショックタンパク質も高温、低温両方の耐性を高めるのに役立っている。
ナンキョクユスリカの幼虫は、10℃程度の環境に晒されると、1週間以内に死んでしまう。また、30℃以上では数時間で死ぬ。しかし、部分的な乾燥に対する耐性は非常に高く、体内水分量の内、最大70%を失ったとしても生存が可能である。

## 生活環
ナンキョクユスリカの寿命は約2年間であり、その大半の年月を4段階に渡る成長を遂げていく幼虫として過ごす。
幼虫段階では、特にナンキョクカワノリ(Prasiola crispa)等の土壌藻類、コケ、デトリタス、微生物等を餌とする。
誕生して2年目の春から夏にかけて成虫へと羽化し、羽化後10日程でその一生を終える。
その中でメスは羽化した最初の日に交尾を行い、数日後に産卵する。
交尾は、他の飛行昆虫と同様に大量のオスの群れの中で行われる。